# Little Wickmans Cay
Little Wickman's Cay est une île des îles Vierges britanniques dans les Caraïbes. En raison de la réclamation de territoire sur Tortola, Wickman's Cay fait maintenant partie de Road Town, la capitale des îles Vierges britanniques.